# Dražen Biškup
Dražen Biškup, né le 13 mars 1961 à Zagreb (Croatie), est un footballeur international croate, qui évoluait au poste de défenseur. 
Biškup ne marque aucun but lors de ses cinq sélections avec l'équipe de Croatie entre 1991 et 1992. 

## Carrière de joueur
- 1984-1986 :  Dinamo Zagreb
- 1986-1988 :  NK Zagreb
- 1988-1990 :  Dinamo Zagreb
- 1990-1994 :  NK Zagreb
- 1994-1995 :  FC Admira Wacker
- 1995-2000 :  NK Zagreb[1]

## Palmarès

### En équipe nationale
- 5 sélections et 0 but avec l'équipe de Croatie entre 1991 et 1992.

## Carrière d'entraineur
- déc. 2008-oct. 2009 :  HNK Suhopolje
- oct. 2009-2011 :  NK Lucko
- 2011-sep. 2013 :  NK Zelina
- mars 2014-2014 :  NK Zelina
- nov. 2014-déc. 2014 :  NK Vinogradar
- déc. 2014-sep. 2015 :  HRK Gorica
- depuis mars 2017 :  NK Lucko